# Copa espanyola d'handbol masculina
|  | Aquest article tracta sobre la competició masculina. Si cerqueu la competició femenina, vegeu «Copa espanyola d'handbol femenina». |

La Copa espanyola d'handbol, coneguda com a Copa del Rei, i anteriorment coneguda com a Copa del Generalíssim, és una competició d'handbol de clubs espanyols, creada la temporada 1957-58. De caràcter anual, està organitzada des de l'any 1991 per l'ASOBAL. Hi participen els setze equips de la lliga ASOBAL amb una primera ronda d'eliminatòries de vuitens i quarts de final a doble partit. A continuació, es disputa una segona fase en format de final a quatre en un seu neutral. Forma part de les quatre competicions més importants de l'handbol espanyol juntament amb la Lliga Asobal, la Copa ASOBAL i la Supercopa ASOBAL.
El dominador històric de la competició és el Futbol Club Barcelona amb vint-i-nou títols, seguit de l'Atlètic de Madrid amb deu. Altres equips dels Països Catalans que han guanyat la Copa són el Club Balonmano Calpisa (1975-77, 1980, 1986), el Club Balonmano Granollers (1958, 1970, 1974), la Selecció de Barcelona (1965), el Club Balonmano Marcol (1971), l'Handbol Arrahona (1959) i el Balonmano Avidesa Alzira (1992).

## Historial
| En negreta = Equip guanyador (prò.) = Pròrroga (p.) = Penals (1) = Nombre de títols Nota: Noms dels equips segons l'època |

| Edició                | Temp.                 | Data                  | Campió                    | Resultat              | Subcampió             | Seu                                   | refs                  |
| Copa del Generalíssim | Copa del Generalíssim | Copa del Generalíssim | Copa del Generalíssim     | Copa del Generalíssim | Copa del Generalíssim | Copa del Generalíssim                 | Copa del Generalíssim |
| --------------------- | --------------------- | --------------------- | ------------------------- | --------------------- | --------------------- | ------------------------------------- | --------------------- |
| I                     | 1957-58               | 15-04-1958            | BM Granollers (1)         | 12–6                  | FC Barcelona          | Palau d'Esports de Barcelona          | [ 2 ]                 |
| II                    | 1958-59               |                       | Handbol Arrahona (1)      | 9-8                   | OAR Gràcia            | Bilbao                                |                       |
| III                   | 1959-60               | 12-04-1960            | Selecció de Madrid (1)    | 22-17                 | Selecció de Guipúzcoa | Palau d'Esports de Madrid             | [ 3 ]                 |
| IV                    | 1960-61               |                       | Selecció de Madrid (2)    | 24-22                 | Selecció de Barcelona | Saragossa                             |                       |
| V                     | 1961-62               |                       | Atlético de Madrid (1)    | 15-9                  | BM Granollers         | Palau d'Esports de Madrid             |                       |
| VI                    | 1962-63               | 28-04-1963            | Atlético de Madrid (2)    | 19-12                 | BM Granollers         | València                              | [ 4 ]                 |
| VII                   | 1963-64               | 14-06-1964            | Selecció de Guipúzcoa (1) | 21-11                 | Selecció de Barcelona | Palau d'Esports de Madrid             | [ 5 ]                 |
| VIII                  | 1964-65               | 13-06-1965            | Selecció de Barcelona (1) | 15-14                 | Selecció de Guipúzcoa | Palau d'Esports de Madrid             | [ 6 ]                 |
| IX                    | 1965-66               | 12-06-1966            | Atlético de Madrid (3)    | 17-16                 | BM Granollers         | Palau d'Esports de Madrid             | [ 7 ]                 |
| X                     | 1966-67               |                       | Atlético de Madrid (4)    | 18-14                 | BM Granollers         | Palau d'Esports de Madrid             |                       |
| XI                    | 1967-68               | 13-06-1968            | Atlético de Madrid (5)    | 17-14                 | CD Egia Balonmano     | Pavelló Municipal d'Esports, Bilbao   | [ 8 ]                 |
| XII                   | 1968-69               |                       | FC Barcelona (1)          | 20-14                 | CD Egia Balonmano     | Palau d'Esports de Madrid             |                       |
| XIII                  | 1969-70               |                       | BM Granollers (2)         | 15-12                 | Atlético de Madrid    | Cadis                                 |                       |
| XIV                   | 1970-71               |                       | CB Marcol (1)             | 17-15                 | FC Barcelona          | Pamplona                              |                       |
| XV                    | 1971-72               |                       | FC Barcelona (2)          | 15-9                  | CB Marcol             | Palau d'Esports de Lleó               |                       |
| XVI                   | 1972-73               |                       | FC Barcelona (3)          | 18-15                 | Atlético de Madrid    | Vigo                                  |                       |
| XVII                  | 1973-74               |                       | BM Granollers (3)         | 19-15                 | FC Barcelona          | Granada                               |                       |
| XVIII                 | 1974-75               |                       | CB Calpisa (1)            | 16-13                 | BM Granollers         | Pavelló Esportiu de Martorell         |                       |
| Copa del Rei          |                       |                       |                           |                       |                       |                                       |                       |
| XIX                   | 1975-76               | 27-06-1976            | CB Calpisa (2)            | 15-10                 | Atlético de Madrid    | Lugo                                  | [ 9 ]                 |
| XX                    | 1976-77               | 05-06-1977            | CB Calpisa (3)            | 15-14                 | FC Barcelona          | Pavelló dels Esports de Cartagena     | [ 10 ]                |
| XXI                   | 1977-78               | 11-06-1978            | Atlético de Madrid (6)    | 29-23                 | BM Granollers         | Pavelló San Román, Las Palmas         | [ 11 ]                |
| XXII                  | 1978-79               |                       | Atlético de Madrid (7)    | 26-22                 | CB Calpisa            | La Corunya                            |                       |
| XXIII                 | 1979-80               |                       | CB Calpisa (4)            | 20-18                 | Atlético de Madrid    | Girona                                |                       |
| XXIV                  | 1980-81               | 31-05-1981            | Atlético de Madrid (8)    | 21-18                 | FC Barcelona          | Pavelló Municipal d'Almeria           | [ 12 ]                |
| XXV                   | 1981-82               |                       | Atlético de Madrid (9)    | 19-14                 | BM Granollers         | Santander                             |                       |
| XXVI                  | 1982-83               | 05-06-1983            | FC Barcelona (4)          | 36-16                 | CD Bidasoa            | Palau d'Esports de Màlaga             | [ 13 ]                |
| XXVII                 | 1983-84               | 24-06-1984            | FC Barcelona (5)          | 21-17                 | Atlético de Madrid    | Pavelló Municipal de Ferrol           | [ 14 ]                |
| XXVIII                | 1984-85               | 02-06-1985            | FC Barcelona (6)          | 15-14                 | Atlético de Madrid    | Pavelló dels Esports d'Oviedo         | [ 15 ]                |
| XXIX                  | 1985-86               | 08-06-1986            | CB Tecnisan (5)           | 28-26                 | FC Barcelona          | Palau d'Esports de Barcelona          | [ 16 ]                |
| XXX                   | 1986-87               | 07-06-1987            | Atlético de Madrid (10)   | 20-19 (pro.)          | Cacaolat Granollers   | Pavelló Entrefuentes, Badajoz         | [ 17 ]                |
| XXXI                  | 1987-88               | 05-06-1988            | FC Barcelona (7)          | 23-15                 | Elgorriaga Bidasoa    | Palau Sacosta, Girona                 | [ 18 ]                |
| XXXII                 | 1988-89               | 12-06-1989            | Teka Cantabria (1)        | 25-21 (pro.)          | FC Barcelona          | Pavelló de la Casilla, Bilbao         | [ 19 ]                |
| XXXIII                | 1989-90               | 17-06-1990            | FC Barcelona (8)          | 22-20                 | Elgorriaga Bidasoa    | Pontevedra                            | [ 20 ]                |
| XXXIV                 | 1990-91               | 27-01-1991            | Elgorriaga Bidasoa (1)    | 21-18 (pro.)          | Atlético de Madrid    | Alzira                                | [ 21 ]                |
| XXXV                  | 1991-92               |                       | CB Avidesa (1)            | 26-25                 | FC Barcelona          | Pamplona                              |                       |
| XXXVI                 | 1992-93               | 03-04-1993            | FC Barcelona (9)          | 17-13                 | Elgorriaga Bidasoa    | Pavelló Municipal de Pontevedra       | [ 22 ]                |
| XXXVII                | 1993-94               | 06-03-1994            | FC Barcelona (10)         | 29-23                 | Club Juventud Alcalá  | Palau d'Esports de Granollers         | [ 23 ]                |
| XXXVIII               | 1994-95               | 26-02-1995            | Teka Cantabria (2)        | 27-25                 | Academia Octavio      | Ciudad Real                           | [ 24 ]                |
| XXXIX                 | 1995-96               | 09-06-1996            | Elgorriaga Bidasoa (2)    | 21-20                 | FC Barcelona          | Palau d'Esports de Lleó               |                       |
| XL                    | 1996-97               | 06-04-1997            | FC Barcelona (11)         | 30-29                 | CB Cantabria          | Pavelló d'Esports de Castelló         |                       |
| XLI                   | 1997-98               | 15-02-1998            | FC Barcelona (12)         | 31-26                 | Portland San Antonio  | Pavelló Municipal de Palència         |                       |
| XLII                  | 1998-99               | 14-02-1999            | Portland San Antonio (1)  | 32-29                 | FC Barcelona          | Valladolid                            |                       |
| XLIII                 | 1999-00               | 09-04-2000            | FC Barcelona (13)         | 34-28                 | BM Valladolid         | Pabellón Príncipe Felipe, Saragossa   |                       |
| XLIV                  | 2000-01               | 27-05-2001            | Portland San Antonio (2)  | 22-20                 | BM Ciudad Real        | Ciudad Real                           |                       |
| XLV                   | 2001-02               | 19-05-2002            | Ademar León (1)           | 31-28                 | BM Ciudad Real        | Pavelló Infanta Cristina, Torrevella  |                       |
| XLVI                  | 2002-03               | 01-06-2003            | BM Ciudad Real (1)        | 34-31                 | FC Barcelona          | Pavelló La Albericia, Santander       |                       |
| XLVII                 | 2003-04               | 04-04-2004            | FC Barcelona (14)         | 27-25                 | BM Ciudad Real        | Pavelló Anaitasuna, Pamplona          |                       |
| XLVIII                | 2004-05               | 29-05-2005            | BM Valladolid (1)         | 27-25                 | FC Barcelona          | Pontevedra                            |                       |
| XLIX                  | 2005-06               | 14-05-2006            | BM Valladolid (2)         | 35-30                 | BM Ciudad Real        | Pavelló del Mediterráneo, Almeria     |                       |
| L                     | 2006-07               | 11-03-2007            | FC Barcelona (15)         | 33-27                 | Ademar León           | Pavelló Costa Blanca, Altea           |                       |
| LI                    | 2007-08               | 20-04-2008            | BM Ciudad Real (2)        | 31-30                 | FC Barcelona          | Pabellón Príncipe Felipe, Saragossa   |                       |
| LII                   | 2008-09               | 15-03-2009            | FC Barcelona (16)         | 29-26                 | BM Ciudad Real        | Palau d'Esports de Granollers         |                       |
| LIII                  | 2009-10               | 21-03-2010            | FC Barcelona (17)         | 38-35 (pro.)          | Ademar León           | Pavelló Fernando Argüelles, Antequera |                       |
| LIV                   | 2010-11               | 10-04-2011            | Renovalia Ciudad Real (3) | 31-22                 | BM Valladolid         | Complexo Deportivo das Travesas, Vigo |                       |
| LV                    | 2011-12               | 11-03-2012            | BM Atlético de Madrid (1) | 37-31                 | FC Barcelona          | Pavelló Infanta Cristina, Torrevella  |                       |
| LVI                   | 2012-13               | 04-05-2013            | BM Atlético de Madrid (2) | 38-28                 | Naturhouse La Rioja   | Palau d'Esports de Logronyo           |                       |
| LVII                  | 2013-14               | 04-05-2014            | FC Barcelona (18)         | 42-32                 | Frainkin Granollers   | Pavelló Anaitasuna, Pamplona          |                       |
| LVIII                 | 2014-15               | 07-06-2015            | FC Barcelona (19)         | 27-26                 | Frainkin Granollers   | Palau d'Esports de Gijón              |                       |
| LIX                   | 2015-16               | 08-05-2016            | FC Barcelona (20)         | 33-30                 | Helvetia Anaitasuna   | Pavelló Anaitasuna, Pamplona          |                       |
| LX                    | 2016-17               | 11-06-2017            | FC Barcelona (21)         | 34-29                 | Naturhouse La Rioja   | Palau d'Esports de Lleó               |                       |
| LXI                   | 2017-18               | 06-05-2018            | FC Barcelona Lassa (22)   | 35-28                 | BM Logroño La Rioja   | Madrid Arena                          |                       |
| LXII                  | 2018-19               | 07-04-2019            | FC Barcelona Lassa (23)   | 34-18                 | Liberbank Cuenca      | Pavelló Pitíu Rochel, Alacant         |                       |
| LXIII                 | 2019-20               | 08-03-2020            | FC Barcelona (24)         | 40-25                 | BM Benidorm           | Caja Mágica, Madrid                   | [ 25 ]                |
| LXIV                  | 2020-21               | 07-03-2021            | FC Barcelona (25)         | 35-27                 | Ademar León           | WiZink Center, Madrid                 | [ 26 ]                |
| LXV                   | 2021-22               | 27-03-2022            | FC Barcelona (26)         | 30-26                 | Frainkin Granollers   | Pavelló Fernando Argüelles, Antequera | [ 27 ]                |
| LXVI                  | 2022-23               | 07-05-2023            | FC Barcelona (27)         | 34-23                 | BM Logroño La Rioja   | Palau d'Esports de Santander          | [ 28 ]                |
| LXVII                 | 2023-24               | 02-06-2024            | FC Barcelona (28)         | 36-23                 | CD Torrebalonmano     | Olivo Arena de Jaén                   | [ 29 ]                |
| LXVIII                | 2024-25               | 08-06-2025            | FC Barcelona (28)         | 36-23                 | Ademar León           | Polideportiu Artaleku d'Irún          | [ 30 ]                |

## Palmarès
| Equip                             | Campió | Subcampió | Finals | Anys campió | Anys subcampió |
| --------------------------------- | ------ | --------- | ------ | --- | --- |
| Futbol Club Barcelona             | 29     | 14        | 43     | 1968-69, 1971-72, 1972-73, 1982-83, 1983-84, 1984-85, 1987-88, 1989-90, 1992-93, 1993-94, 1996-97, 1997-98, 1999-00, 2003-04, 2006-07, 2008-09, 2009-10, 2013-14, 2014-15, 2015-16, 2016-17, 2017-18, 2018-19, 2019-20, 2020-21, 2021-22, 2022-23, 2023-24, 2024-25 | 1957-58, 1970-71, 1973-74, 1976-77, 1980-81, 1985-86, 1988-89, 1991-92, 1995-96, 1998-99, 2002-03, 2004-05, 2007-08, 2011-12 |
| Club Atlético de Madrid           | 10     | 7         | 17     | 1961-62, 1962-63, 1965-66, 1966-67, 1967-68, 1977-78, 1978-79, 1980-81, 1981-82, 1986-87 | 1969-70, 1972-73, 1975-76, 1979-80, 1983-84, 1984-85, 1990-91                                                                |
| Club Balonmano Calpisa            | 5      | 1         | 6      | 1974-75, 1975-76, 1976-77, 1979-80, 1985-86 | 1978-79 |
| Club Balonmano Granollers         | 3      | 11        | 14     | 1957-58, 1969-70, 1973-74 | 1961-62, 1962-63, 1965-66, 1966-67, 1974-75, 1977-78, 1981-82, 1986-87, 2013-14, 2014-15, 2021-22                            |
| Balonmano Ciudad Real             | 3      | 6         | 9      | 2002-03, 2007-08, 2010-11 | 2000-01, 2001-02, 2003-04, 2005-06, 2008-09, 2024-25                                                                         |
| Club Deportivo Bidasoa            | 2      | 4         | 6      | 1990-91, 1995-96 | 1982-83, 1987-88, 1989-90, 1992-93                                                                                           |
| Club Balonmano Valladolid         | 2      | 2         | 4      | 2004-05, 2005-06 | 1999-00, 2010-11 |
| Club Balonmano Cantabria          | 2      | 1         | 3      | 1988-89, 1994-95 | 1996-97 |
| SDC San Antonio                   | 2      | 1         | 3      | 1998-99, 2000-01 | 1997-98 |
| Selecció de Madrid                | 2      | 0         | 2      | 1959-60, 1960-61 | — |
| Club Balonmano Atlético de Madrid | 2      | 0         | 2      | 2011-12, 2012-13 | — |
| Club Balonmano Ademar León        | 1      | 3         | 4      | 2001-02 | 2006-07, 2009-10, 2020-21 |
| Selecció de Guipúzcoa             | 1      | 2         | 3      | 1963-64 | 1959-60, 1964-65 |
| Selecció de Barcelona             | 1      | 2         | 3      | 1964-65 | 1960-61, 1963-64 |
| Club Balonmano Marcol             | 1      | 1         | 2      | 1970-71 | 1971-72 |
| Handbol Arrahona                  | 1      | 0         | 0      | 1958-59 | — |
| Balonmano Avidesa Alzira          | 1      | 0         | 0      | 1991-92 | — |
| CB Ciudad de Logroño              | 0      | 4         | 4      | — | 2012-13, 2016-17, 2017-18, 2022-23                                                                                           |
| CD Egia Balonmano                 | 0      | 2         | 2      | — | 1967-68, 1968-69 |
| OAR Gràcia                        | 0      | 1         | 1      | — | 1958-59 |
| Club Juventud Alcalá              | 0      | 1         | 1      | — | 1993-94 |
| Sociedad Deportiva Octavio        | 0      | 1         | 1      | — | 1994-95 |
| SCDR Anaitasuna                   | 0      | 1         | 1      | — | 2015-16 |
| BM Ciudad Encantada               | 0      | 1         | 1      | — | 2018-19 |
| Club Balonmano Benidorm           | 0      | 1         | 1      | — | 2019-20 |
| CD Torrebalonmano                 | 0      | 1         | 1      | | 2023-24 |